# Amedeo Cattani
Amedeo Cattani (Parma, 17 aprile 1924 – Parma, 12 gennaio 2013) è stato un calciatore italiano, di ruolo difensore.

## Caratteristiche tecniche
Era un difensore centrale.

## Carriera
Era una bandiera del Genoa negli anni quaranta e cinquanta, avendo disputato con i rossoblu 8 campionati di Serie A e due di Serie B, risultando con 310 presenze complessive in campionato, il quarto genoano più presente dopo Gennaro Ruotolo, Fosco Becattini e Vincenzo Torrente. Disputò inoltre il campionato di Serie A 1955-1956 con la maglia della Pro Patria.
In carriera ha totalizzato complessivamente 250 presenze e 4 reti in Serie A e 64 presenze ed una rete in Serie B.

## Palmarès

### Club

#### Competizioni nazionali
- Serie B: 1

Genoa: 1952-1953
- Scudetto Dilettanti: 1

Sarom Ravenna: 1956-1957